# Айбірія (Огайо)
Айбірія (англ. Iberia) — переписна місцевість (CDP) в США, в окрузі Морроу штату Огайо. Населення — 431 особа (2020).

## Географія
Айбірія розташована за координатами 40°40′56″ пн. ш. 82°50′0″ зх. д. / 40.68222° пн. ш. 82.83333° зх. д. (40.682269, -82.833402).  За даними Бюро перепису населення США в 2010 році переписна місцевість мала площу 10,01 км², з яких 9,98 км² — суходіл та 0,03 км² — водойми.

## Демографія
Згідно з переписом 2010 року, у переписній місцевості мешкали 452 особи в 164 домогосподарствах у складі 128 родин. Густота населення становила 45 осіб/км².  Було 181 помешкання (18/км²).
Расовий склад населення:
| - 97,6 % — білих - 1,8 % — чорних або афроамериканців - 0,2 % — корінних американців |

До двох чи більше рас належало 0,4 %. Частка іспаномовних становила 0,4 % від усіх жителів.
За віковим діапазоном населення розподілялося таким чином: 26,5 % — особи молодші 18 років, 56,0 % — особи у віці 18—64 років, 17,5 % — особи у віці 65 років та старші. Медіана віку мешканця становила 41,5 року. На 100 осіб жіночої статі у переписній місцевості припадало 96,5 чоловіків;  на 100 жінок у віці від 18 років та старших — 93,0 чоловіків також старших 18 років.
Середній дохід на одне домашнє господарство  становив 49 239 доларів США (медіана — 45 139), а середній дохід на одну сім'ю — 60 022 долари (медіана — 65 156). Медіана доходів становила 31 833 долари для чоловіків та 24 207 доларів для жінок. За межею бідності перебувало 13,3 % осіб, у тому числі 0,0 % дітей у віці до 18 років та 18,8 % осіб у віці 65 років та старших.
Цивільне працевлаштоване населення становило 191 осіб. Основні галузі зайнятості: виробництво — 35,1 %, освіта, охорона здоров'я та соціальна допомога — 27,7 %, роздрібна торгівля — 25,7 %.